# Farogh Naseem
Muhammad Farogh Naseem (en ourdou : محمد فروغ نسیم), né le 26 juin 1965 à Karachi, est un juriste et homme politique pakistanais, ministre de la Justice depuis le 20 aout 2018.
Membre du Mouvement Muttahida Qaumi, Farogh Naseem est un juriste et avocat reconnu dans son pays. Il a été élu deux fois sénateur depuis mars 2012.

## Études
Farogh Naseem est né 26 juin 1965 à Karachi, capitale de la province du Sind. Son père Mohammad Naseem était avocat et son oncle a été juge à la Haute Cour du Sind. Farogh fait des études de droit à l'étranger et obtient un Bachelor of Laws de l'université du pays de Galles puis un Master of Laws de la London School of Economics. Enfin, il est titulaire d'une thèse en droit constitutionnel comparé de l'université de Londres en 1997 sur le sujet « Rupture de l'ordre constitutionnel et système judiciaire au Pakistan »,. 
Farogh Naseem obtient le titre de barrister par le Lincoln’s Inn. De retour au Pakistan après la fin de ses études, Farogh Naseem pratique en tant qu'avocat pendant près de dix-huit ans. Le 7 janvier 2008, il devient le plus jeune et plus qualifié à être nommé avocat général du Sind.

## Carrière politique

### Sénateur
Farogh Naseem est élu sénateur par l'Assemblée provinciale du Sind le 2 mars 2012 pour un mandat de six ans, sous l'étiquette Mouvement Muttahida Qaumi (MQM) sur un siège réservé aux technocrates. Au cours des divisions claniques qu'a connu son parti en 2018, Naseem soutient la faction dissidente Bahadurabad qui s'oppose à Farooq Sattar. Il est l'auteur des recours judiciaires qui donneront raison à sa faction qui obtient la direction légale du MQM. Il est réélu sénateur le 4 mars 2018 de justesse au cinquième tour sur un siège général.

### Ministre de la Justice
À la suite des élections législatives de 2018 qui voient la victoire d'Imran Khan, le Muttahida Qaumi Movement (MQM) rejoint la coalition gouvernementale. Farogh Naseem est ainsi nommé ministre de la Justice dans le gouvernement fédéral le 20 aout 2018. 
Il démissionne de son poste durant deux brèves périodes. Entre le 26 et le 29 novembre 2019, il quitte le gouvernement le temps de défendre en tant qu'avocat la prolongation à son poste du chef de l'armée Qamar Javed Bajwa devant la Cour suprême. Entre le 1er juin et le 24 juillet 2020, il démissionne également de son poste afin de représenter le gouvernement dans une autre affaire.